# Oltschiburg
Oltschiburg är ett berg på gränsen mellan kommunerna Brienz och Brienzwiler i kantonen Bern i Schweiz. Det är beläget i Bernalperna, cirka 55 kilometer sydost om huvudstaden Bern. Toppen på Oltschiburg är 2 234 meter över havet.